# Ossian Edlund
Carl Anders Eskil Ossian Edlund, född 29 mars 1996 i Ystad, är en svensk tubaist och dirigent. 
Ossian Edlund antogs till Det Kongelige Danske Musikkonservatorium 2015 och studerade för professor Jens Bjørn-Larsen. Han har även studerat dirigering för Director musices Patrik Andersson vid Lunds universitet och för Per Ohlsson inom Försvarsmakten. Han har tagit lektioner för bland andra Jørgen Fuglebæk och Michael Schønwandt. 
Efter att han avlagt masterexamen 2020 bildade han ensemblen Øresund Entertainment Brass som har gjort konserter tillsammans med bland andra Nils Olsson. Tillsammans med pianisten och kompositören Richard R. He bildade han duon Du&Ystad. Han har spelat i svensk och utländsk TV & Radio och arbetat i bland annat Arméns Musikkår, Marinens Musikkår och i danska försvarsmusiken. 
2011 fick Edlund Ystads kommuns kulturstipendium. Han har även tilldelats stipendier av Karl Erik Larsson & Elsa Svenssons stiftelse, Konstnärsnämnden och Runnerströms Stiftelse. 2011-2014 och 2016 var han en del av den svenska landslaget i blåsmusik. 
Han har varit konstnärlig ledare för Ystad International Military Tattoo och var mellan åren 2019-2023 chefsdirigent och konstnärlig ledare för Malmö Sinfonietta. Han har gästdirigerat bl.a Malmö Stadsteater och Malmö Akademiska orkester.